# VRT Canvas
VRT Canvas es un canal de televisión belga producido por el ente público de radiodifusión flamenco VRT que emite para la Comunidad Flamenca de Bélgica. Hasta 2012 compartía su frecuencia con el canal Ketnet, por lo que su horario de transmisión diario iba desde las 8 de la noche, hasta alrededor de la medianoche. Ketnet se pasó al canal Op 12 que se lanzó el 1 de mayo del mismo año.

## Historia
VRT Canvas comenzó sus emisiones el 1 de diciembre de 1997 sucediendo de esta forma en la misma frecuencia a BRTN2 como segundo canal del grupo de comunicación público de la Comunidad Flamenca de Bélgica Vlaamse Radio- en Televisieomroep (VRT). VRT Canvas es un canal con vocación cultural y de servicio público, por ello sus emisiones van enfocadas a un público minoritario que valora la televisión como un medio de enriquecimiento cultural. Los servicios informativos también cobran gran importancia, profundizando en la política local de la región. Su programación también cuenta con documentales y películas.
El 1 de mayo de 2012, la cadena comenzó a compartir espacio de su parrilla con el canal infantil del mismo grupo Ketnet. Esta situación se mantuvo hasta 2012, cuando Ketnet paso a emitir conjuntamente con el tercer canal de VTM llamado Op 12.
El canal también transmite el bloque deportivo Sporza.
Es la contraparte flamenca del canal belga francés La Deux.

## Identidad Visual

Logotipo de Canvas del 1997 al 2008
Logotipo de Canvas del 2008 al 2015
Logotipo de Canvas del 2015 al 2020.
Logotipo de Canvas del 2020 al 2023.

## Organización

### Dirigentes
- Director de programación : Bart De Poot

## Audiencias
Fuente : Centre d'Information sur les Médias.
| 2011  | 2012  | 2013  | 2014  | 2015  | 2016  |
| ----- | ----- | ----- | ----- | ----- | ----- |
| 8,4 % | 9,0 % | 7,6 % | 8,9 % | 5,0 % | 5,2 % |

Con una audiencia media de un 7,6 % de cuota de mercado en 2013, Canvas es la tercera cadena flamenca con más espectadores, por detrás de één y VTM.